# Aleixo Gido

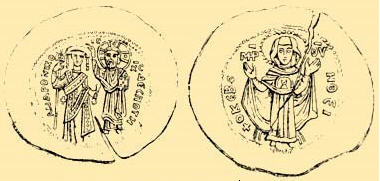
Moeda de r.

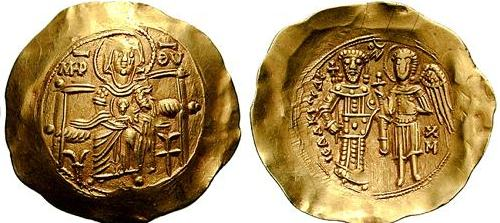
Hipérpiro de (r. 1185-1195; 1203-1204)

Aleixo Gido (em latim: Ἀλέξιος Γίδος; fl. c. 1185–1194) foi um general sênior bizantino do final do século XII. É o primeiro membro atestado da família Gido, que ascendeu a algum destaque no Império Bizantino no fim do século XII e começo do XIII. Em 1898/1899, o estudioso grego S. Papadimitriou considerou a família como de origem latina, e seu sobrenome como a forma helenizada do nome italiano Guido. Por sua vez, sugeriu a possibilidade de descenderem de Guido, filho do conquistador normando do sul da Itália Roberto Guiscardo, que derrotou o imperador bizantino Aleixo I Comneno (r. 1181–1118), entrou em seu serviço e possivelmente casou-se na família imperial. Por outro lado, em seu Die byzantinische Aussenpolitik zur Zeit der letzten Komnenenkaiser (1967), W. Hecht lança dúvida sobre a origem latina deles, e argumenta que, de qualquer modo, pelo tempo de Aleixo Gido, a família parece ter sido completamente bizantinizada e perdeu sua identidade latina.
Aleixo é mencionado pela primeira vez na ocasião do saque normando de Salonica em 1185, quando manteve o posto de grande doméstico do Oriente, ou seja, comandante-em-chefe das forças do exército imperial na Anatólia. Aparentemente manteve seu alto posto após a queda do imperador Andrônico I Comneno (r. 1183–1185), e reaparece em 1194, quando Isaac II Ângelo (r. 1195–1195) envia-o contra os búlgaros. Neste tempo, Gido foi grande doméstico do Ocidente, mas ainda comandava as tropas orientais, enquanto Basílio Vatatzes comandou as forças ocidentais. Os dois generais foram pesadamente derrotados na Batalha de Arcadiópolis: boa parte do exército, junto com Vatatzes, pereceu, enquanto Gido conseguiu escapar apenas com grande dificuldade. Nada mais se sabe sobre ele.